# Arcana Coelestia
Arcana Coelestia ist eine 2006 gegründete Funeral-Doom-Band.

## Geschichte
Arcana Coelestia wurde im Sommer 2005 von Marco „MZ“ Z mit dem Sänger Luca „LS“ Soi als blackened Funeral-Doom-Band initiiert. Nach der Aufnahme des ersten Demos beschloss die Band, alle eingespielten Stücke für eine erste EP mit dem Titel Ubi Secreta Colunt erneut aufzunehmen. Die über Aeternitas Tenebrarum Music Foundation veröffentlichte EP befasst sich konzeptionell mit dem Leben von August Strindberg und seinem Mentor Emanuel Swedenborg. Das im Frühjahr 2009 folgende und ebenfalls über Aeternitas Tenebrarum Music Foundation erschienene Album Le Mirage De L'Ideal behandelt wie die EP die Epoche der Romantik und des Dekadentismus, diesmal jedoch mit der Baudelaire und dessen Lyrik als zentrales Thema. Das Album wurde von Webzines wie Metal.de und Doom-Metal.com positiv besprochen.
Die Aufnahmen zur dritten Veröffentlichung starteten bereits 2010. Die Produktion von Nomas verzögerte sich allerdings um vier Jahre und wurde von diversen Umbesetzungen im Bandgefüge begleitet. An dem Entstehungsprozess des 2014 über Avantgarde Music erschienenen Album beteiligte sich unter anderem Kostas Panagiotou ohne Präsenz auf dem finalen Album. Nomas wurde erneut international positiv besprochen.

## Stil
Die Musik von Arcana Coelestia wird dem blackened Funeral Doom zugeordnet. Das Webzine Doom-Metal.com beschreibt die Band als ein „heavy und blackened Funeral-Doom-Projekt.“ Die Musik lege dabei einen wahrnehmbaren Schwerpunkt auf Atmosphäre und Düsternis. Als Vergleich wird auf Urna verwiesen.

„Die Mittel, derer sie sich bedienen, lassen sich ganz grob auf zwei Aspekte reduzieren: Gitarrenwände und Melodie. Das Ganze hat stellenweise etwas von ALCEST, in der weitläufigen Anlage der Melodien ein bisschen was von SUMMONING und bedient sich hier und da beim Post-Rock. Was den Hörer aber eigentlich erdrückt, ist der gehörige Anteil Doom. Zähflüssig wälzt sich der in epischen Größenverhältnissen aus den Boxen und drängt allem die Zeitlupe auf. […] Zwischen Funeral-Doom-Wänden, schleppenden Rhythmen und dem sehr intensiven Gesang wuseln Melodien umher, die sich mal aufstauen, zu riesigen, chaotischen Gebirgen auftürmen und dann wieder abebben.“

Als besonderes Element wird in einer für Vampster verfassten Rezension die Lead-Gitarre, die „die Melancholie und Düsternis des Genres erhaben zur Geltung bringt“ hervorgehoben.

## Diskografie
- 2007: Ubi Secreta Colunt (EP, Aeternitas Tenebrarum Music Foundation)
- 2009: Le Mirage de l’Idéal (Album, Aeternitas Tenebrarum Music Foundation)
- 2014: Nomas (Album, Avantgarde Music)